# Röjande signaler
Röjande signaler, RÖS, är en beteckning på de elektromagnetiska fält som genereras av alla elektriska apparater. Dessa fält kan uppfångas med olika typer av mottagare och användas för underrättelseverksamhet. Som skydd mot RÖS kan känslig utrustning, framför allt informationssystem, eller personal som arbetar med sådan utrustning placeras i en Faradays bur.